# Edward Braddock

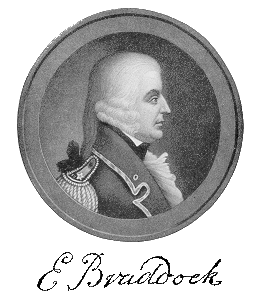
Edward Braddock

Edward Braddock (* um 1695 in Perthshire, Schottland; † 13. Juli 1755 beim Monongahela-Fluss) war ein britischer Offizier und Oberbefehlshaber für Nordamerika während der Operationen zu Beginn der Franzosen- und Indianerkriege. Er starb 1755 als Befehlshaber in der Schlacht am Monongahela, einer der verheerendsten Niederlagen der britischen Militärgeschichte.

## Leben

### Laufbahn bis 1754
Sein Vater Edward Braddock (1664–1725) war ein Offizier, später Major-General, der Coldstream Guards. Als Ensign dieses Regiments begann auch Braddock junior 1710 seine militärische Karriere in der British Army. In der Rangordnung stieg er nur recht langsam auf, auch weil sich Großbritannien nach dem Ende des Spanischen Erbfolgekriegs 1714 lange in keine größeren kriegerischen Auseinandersetzungen verwickeln ließ, sein stehendes Heer reduzierte und sich so kaum Beförderungsmöglichkeiten ergaben. 1716 wurde er Lieutenant, 1734 Captain-Lieutenant, 1736 Captain und 1745 während des zweiten Jakobitenaufstandes Major und schließlich Lieutenant-Colonel. In diesen Jahren war er meistenteils mit Verwaltungsaufgaben vertraut.
Bekannt wurde er in dieser Zeit indes weniger durch militärische Leistungen als durch seine Verwicklung in diverse Skandale der illustren Gesellschaft des Kurortes Bath, das zu dieser Zeit der bevorzugte Treffpunkt der englischen Hautevolee war. Auch Braddocks Familie – Vater, Mutter sowie seine beiden Schwestern Henrietta und Frances, genannt „Fanny“ – hatten sich hier um 1715 niedergelassen. Innerhalb weniger Jahre starben bis 1725 alle außer Fanny, die ihr geerbtes Vermögen jedoch innerhalb kürzester Zeit beim Kartenspiel und durch bloße Naivität im Umgang mit Geld verlor. Zudem geriet sie durch eine Affäre mit einem namentlich nicht mehr bekannten, aber seinerzeit wohl notorischen Herzensbrecher in Verruf und galt bald als gefallenes Mädchen. 1726 erhängte sie sich in ihrem Haus. Ihr Selbstmord machte landesweit Schlagzeilen und wurde in der Folge literarisch mehrfach bearbeitet. Unter anderem wird die Episode in Oliver Goldsmiths The Life of Richard Nash (1762) geschildert; auch soll Henry Fieldings Drama The Covent-Garden Tragedy darauf anspielen, zumindest soll sich Braddock selbst in der Figur des Bilkum wiedererkannt haben, wenn auch denkbar unvorteilhaft porträtiert. Auch Braddock selbst stand im Ruf, ein Schwerenöter zu sein, und umgab sich in Bath oft mit Gestalten mit zweifelhaftem Leumund. Auch fiel er durch Duelle und Schlägereien auf, einiges von dem Klatsch und Tratsch um Braddock lässt sich in den Briefen Horace Walpoles nachlesen. Braddock verband auch eine enge Freundschaft mit dem für seine Vielzahl unehelicher Kinder bekannten Baron Tyrawley. Dessen Tochter George Anne Bellamy, die später als Schauspielerin berühmt werden sollte, wuchs unter seiner Obhut auf; in ihren Memoiren (An Apology for the Life of George Anne Bellamy, 1785) zeichnet sie ein rührendes Porträt von ihm.
Im Verlauf des Österreichischen Erbfolgekrieges wurde Braddock 1745 zwischenzeitlich zum Kommandanten der britischen Truppen im von französischen Truppen bedrohten Ostende bestellt, doch kam es hier letztlich nicht zu Kampfhandlungen. Im November und Dezember des Jahres marschierte er mit seinem Regiment unter der Führung des Duke of Cumberland gegen die von Schottland vorrückenden Truppen Charles Edward Stuarts, die diesem Gegenstoß jedoch erfolgreich auswichen. Nach dem Ende des Jakobitenaufstandes wurde Braddock wiederum in die Niederlande beordert, wo er sich nach dem Fall von Bergen op Zoom 1747 nach Breda zurückziehen musste und er bis zum Friedensschluss 1748 an keinen weiteren Kämpfen teilnahm. 1753 wechselte er als Colonel zum 14th Regiment of Foot, das zu dieser Zeit in Gibraltar stationiert war, wo er 1753/54 nicht nur der ranghöchste Militär war, sondern in Abwesenheit des Gouverneurs auch mit der Zivilverwaltung dieses britischen Außenpostens betraut war.

### Oberbefehlshaber in Nordamerika
Ein Jahr später, 1754, folgte die Beförderung zum Major-General. Kurze Zeit später wurde ihm das Kommando der Truppen im Einsatz gegen die Franzosen in Nordamerika übertragen. Am 19. Februar 1755 landete er mit zwei Regimentern Berufssoldaten (Regulars) in Virginia. Er traf sich am 14. April mit mehreren Kolonialgouverneuren in Alexandria. Vor allem der stellvertretende Gouverneur von Virginia, Robert Dinwiddie, überzeugte ihn davon, energisch gegen die Franzosen vorzugehen. So startete er vier unabhängige Initiativen; Gouverneur Shirley aus Massachusetts sollte das Fort Niagara angreifen, General Johnson bei Crown Point und Colonel Monckton bei Fort Beauséjour in der Bucht von Fundy. Braddock selbst würde eine Expedition gegen Fort Duquesne bei den Forks of the Ohio anführen.
Nach einigen Monaten der Vorbereitung, in denen er durch Verwaltungschaos und Mangel an Vorräten behindert wurde, zog er mit einer ausgewählten Truppe ins Feld. In dieser diente unter anderem George Washington als freiwilliger Offizier. Die Marschsäule überquerte den Monongahela-Fluss am 9. Juli 1755 und traf unmittelbar darauf auf eine indianische und französische Streitmacht. Braddocks Soldaten wurden vollkommen überrascht und aufgerieben. Braddock fiel schließlich tödlich verwundet, nachdem er ein ums andere Mal seine Soldaten um sich zu scharen versuchte. Braddock konnte unter großen Schwierigkeiten vom Schlachtfeld weggeschafft werden und starb am 13. Juli 1755.

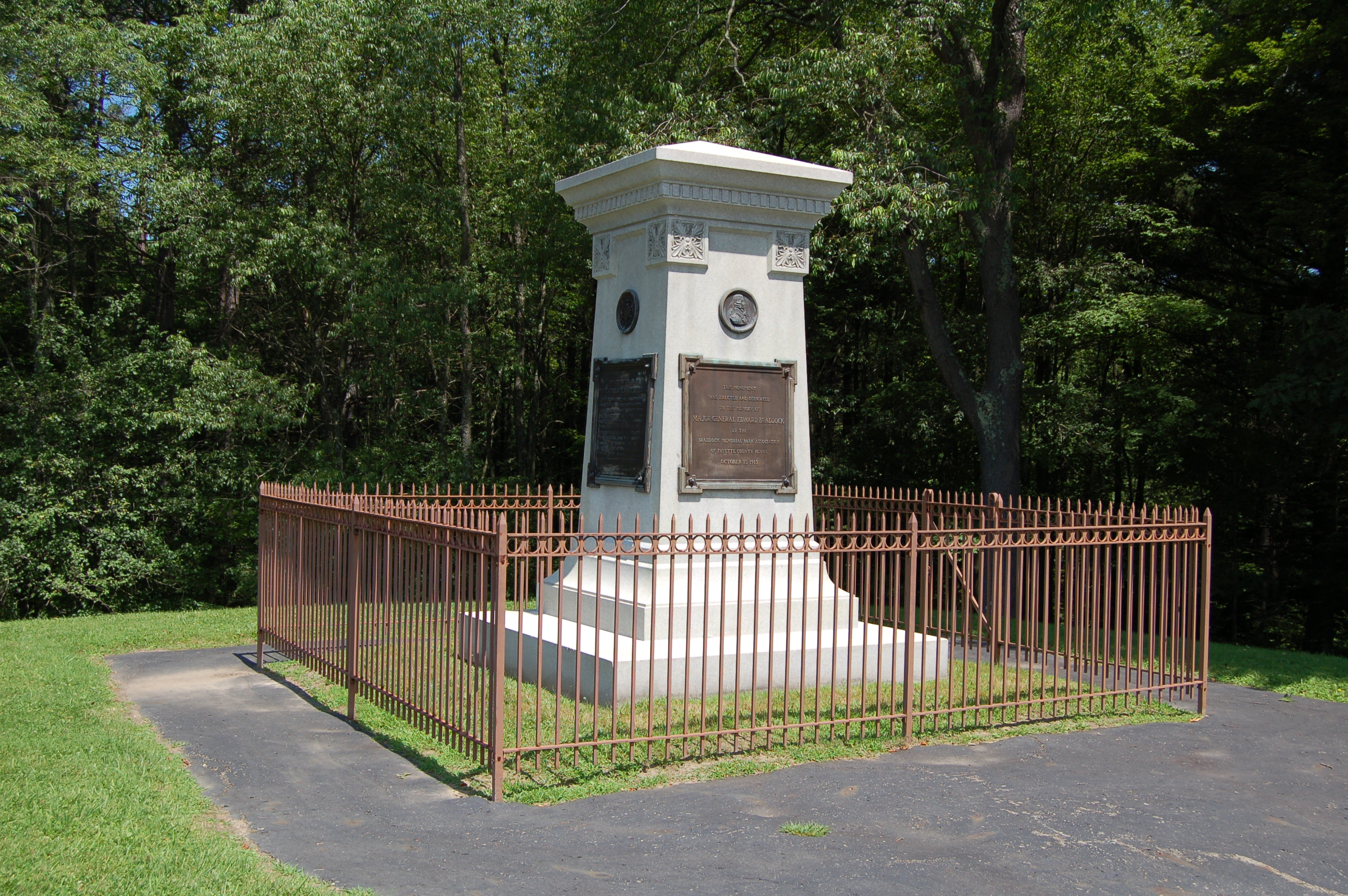
Braddocks Grab

Er wurde etwas westlich von Great Meadows begraben, wo seine überlebenden Truppen haltmachten, um sich neu zu ordnen. Braddock wurde in der Mitte der Straße beerdigt, und Wagen rollten immer wieder über die Stelle. Damit sollte das Grab für die Verfolger unkenntlich gemacht werden, um zu verhindern, dass es entdeckt und der Leichnam geschändet würde. George Washington leitete die Beerdigung, da der Kaplan schwer verwundet war. Im Jahr 1804 fanden Bauarbeiter menschliche Überreste in der Straße, ungefähr 2,4 km westlich von Great Meadows. Sie wurden exhumiert und darauf erneut bestattet. Über dem neuen Grab wurde 1913 ein marmornes Denkmal errichtet.
In Benjamin Franklins Autobiographie erwähnt er eine Begebenheit, der zufolge er General Braddock dabei half, Vorräte zusammenzutragen und die Truppen mit Kutschen auszustatten. Außerdem berichtete er von einem Gespräch mit Braddock, bei dem er ihn ausdrücklich davor warnte, seine Truppen durch ein enges Tal marschieren zu lassen. Er sah darin die Gefahr eines Überfalls.